# Tony Roma’s

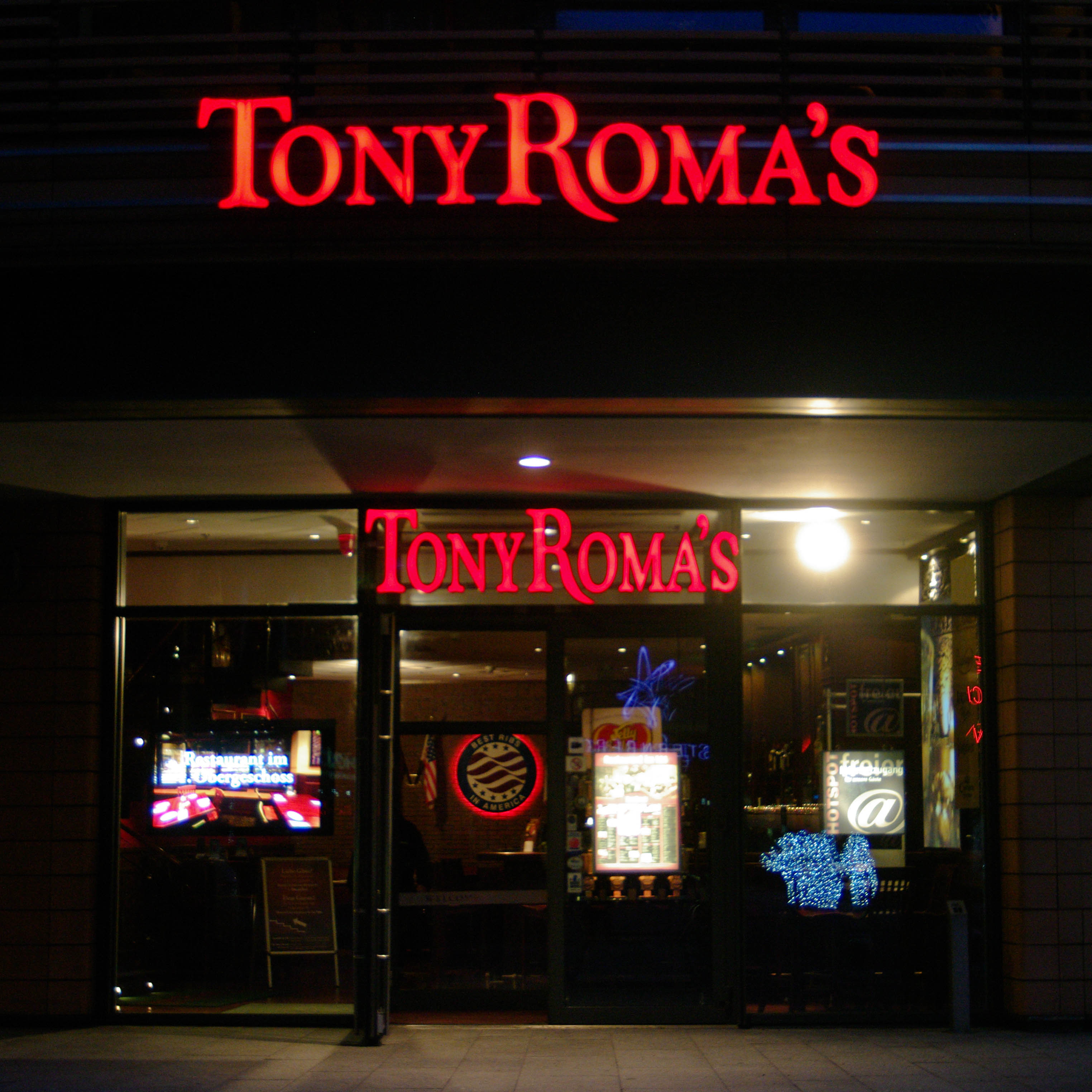
Tony Roma’s in Berlin

Tony Roma’s ist eine US-amerikanische Restaurantkette mit Hauptsitz in Miami im US-Bundesstaat Florida.

## Geschichte
Das erste von Tony Roma gegründete Restaurant, Tony Roma's Ribs–Seafood–Steaks, wurde in North Miami am 20. Januar 1972 eröffnet. Das Familienrestaurant mit lässigem Dekor und komfortablem Ambiente vermittelte das Gefühl eines Nachbarschaftstreffs. Das Menü war einfach und bestand aus Essen zu günstigen Preisen. Die Baby Back Ribs Barbecue galten als Spezialität des Hauses. Tony Roma's wurde bald eines der beliebtesten und erfolgreichsten Restaurants in Miami und es folgten weitere Restaurants in den USA. Das zweite Restaurant war in Broward County, Florida und das dritte in West Coast, Beverly Hills in Kalifornien.
Im Januar 1976 begann die internationale Expansion der Kette. Clint Murchison, Gründer und erster Besitzer des US-amerikanischen NFL-Teams Dallas Cowboys, war nach einem Probeessen beim Gründer Tony Roma von der Idee so überzeugt, dass er die Mehrheit der Franchise-Rechte erwarb. Es wurde das Gemeinschaftsunternehmen Roma Corporation Inc. gegründet und Murchison finanzierte das aggressive Wachstum und Expansion der Kette. Das Unternehmen hat zahlreiche Auszeichnungen im ganzen Land für die „Besten Ribs“ gewonnen. 2009 beschäftigte das Unternehmen bereits 1.725 Mitarbeiter.

## Angebot
Bis heute gibt es mehr als 150 Standorte auf fünf Kontinenten. Die Restaurantkette bietet neben ihrem Standardgericht Baby Back Ribs auch eine Reihe von Steaks, Huhn und Meeresfrüchte an. Der Bar-Service verfügt über Spirituosen, alkoholfreie Getränke und Biere.
In Deutschland befindet sich aktuell (2024) nur eine Filiale, in Berlin am Uber-Platz.